# جبل صنين
جبل صنين هو أحد جبال لبنان الغربية. ترتفع أعلى قممه 2695 مترا عن سطح البحر ويعد ثاني أعلى قمم جبال لبنان. ويمكن رؤيته من مدينة بيروت. سفوحه الغربية تطل على البحر الأبيض المتوسط، أما سفوحه الشرقي فتنحدر ناحية سهل البقاع بمواجهة سلسلة جبال لبنان الشرقية.
في الأزمنة السحيقة، كان جبل صنين مغطّى بغابات شجر الأرز إلا أن الفينيقيين والرومان والفراعنة قطعوا أشجاره ليبنوا قصورهم وسفنهم عبر العصور مما حوّله إلى جبل أجرد. وفي فصل الشتاء تغطى قممه بالثلوج مما أعطاه جاذبية لرياضة التزلج ويعتبر من أهم جبال التزلج في الشرق الأوسط بخاصة منطقة فقرا.

## معرض الصور

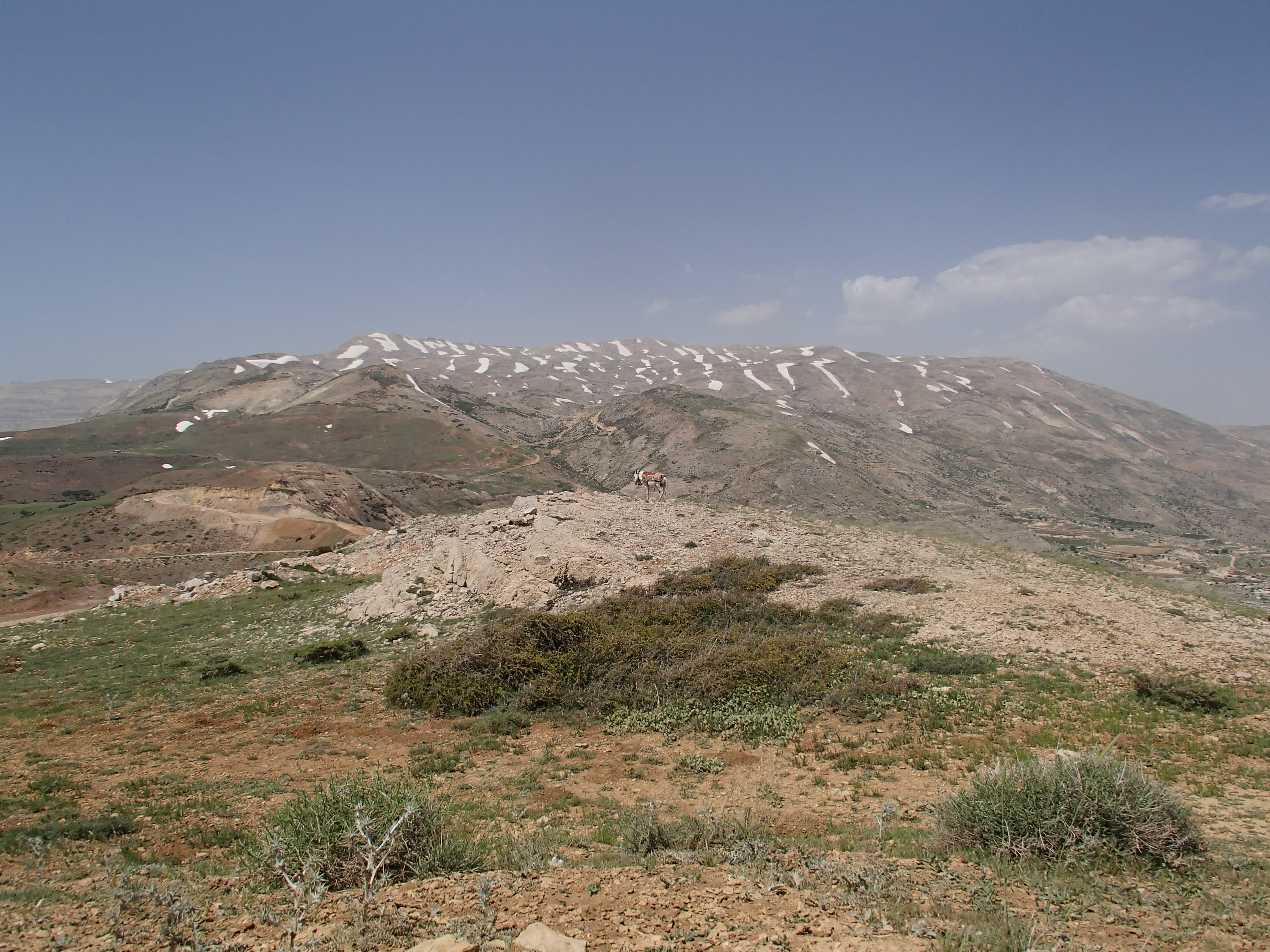
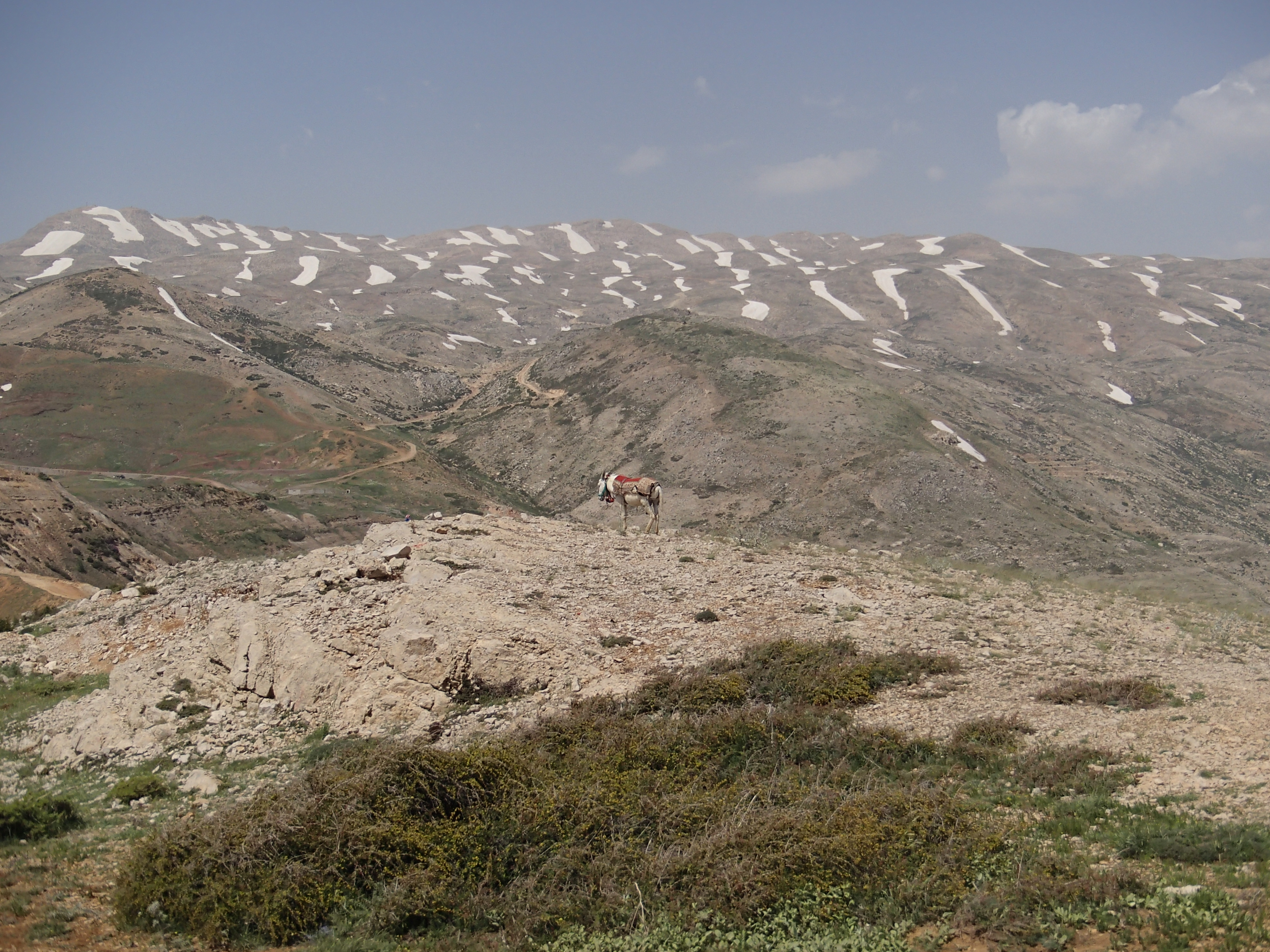
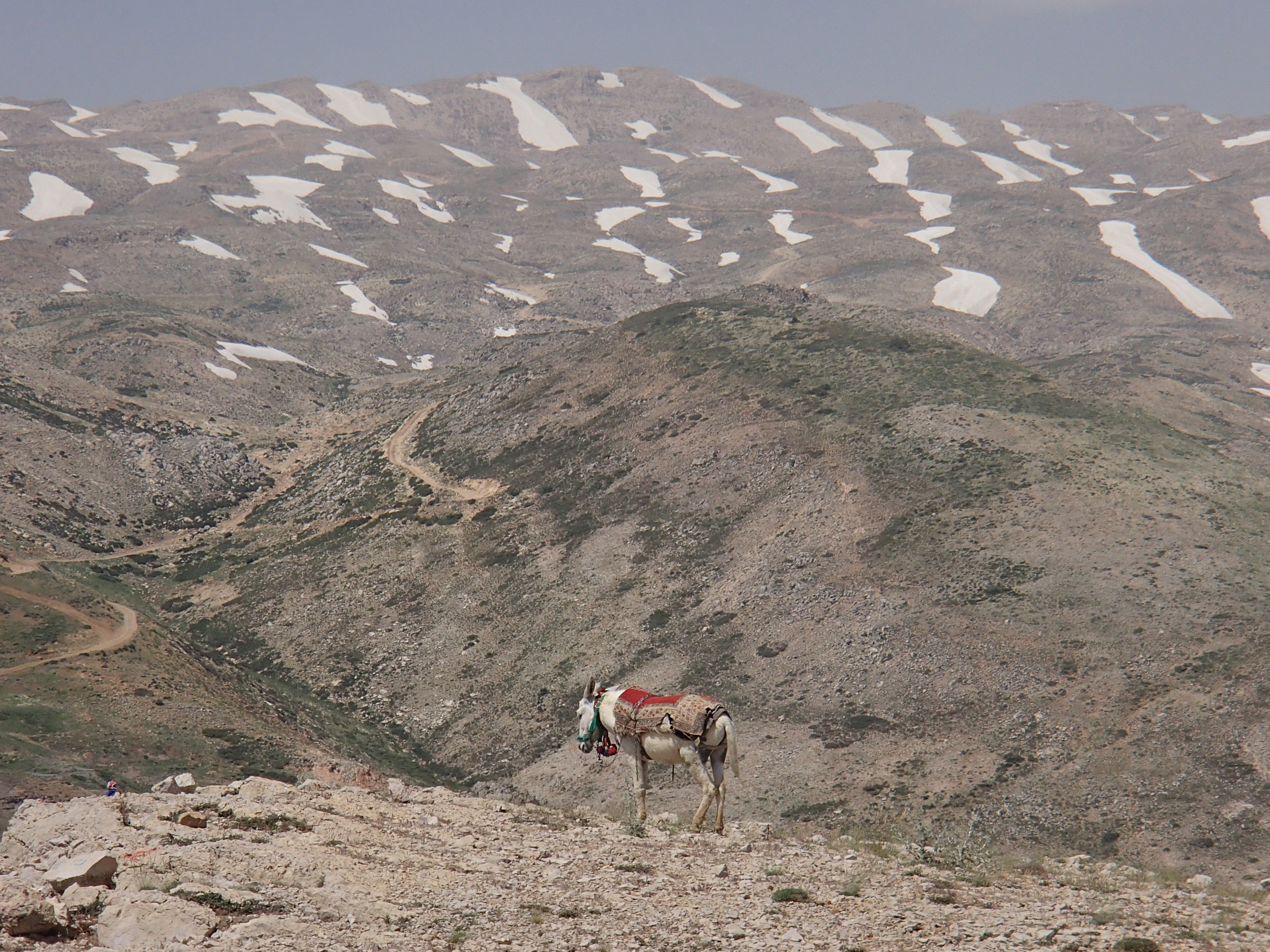
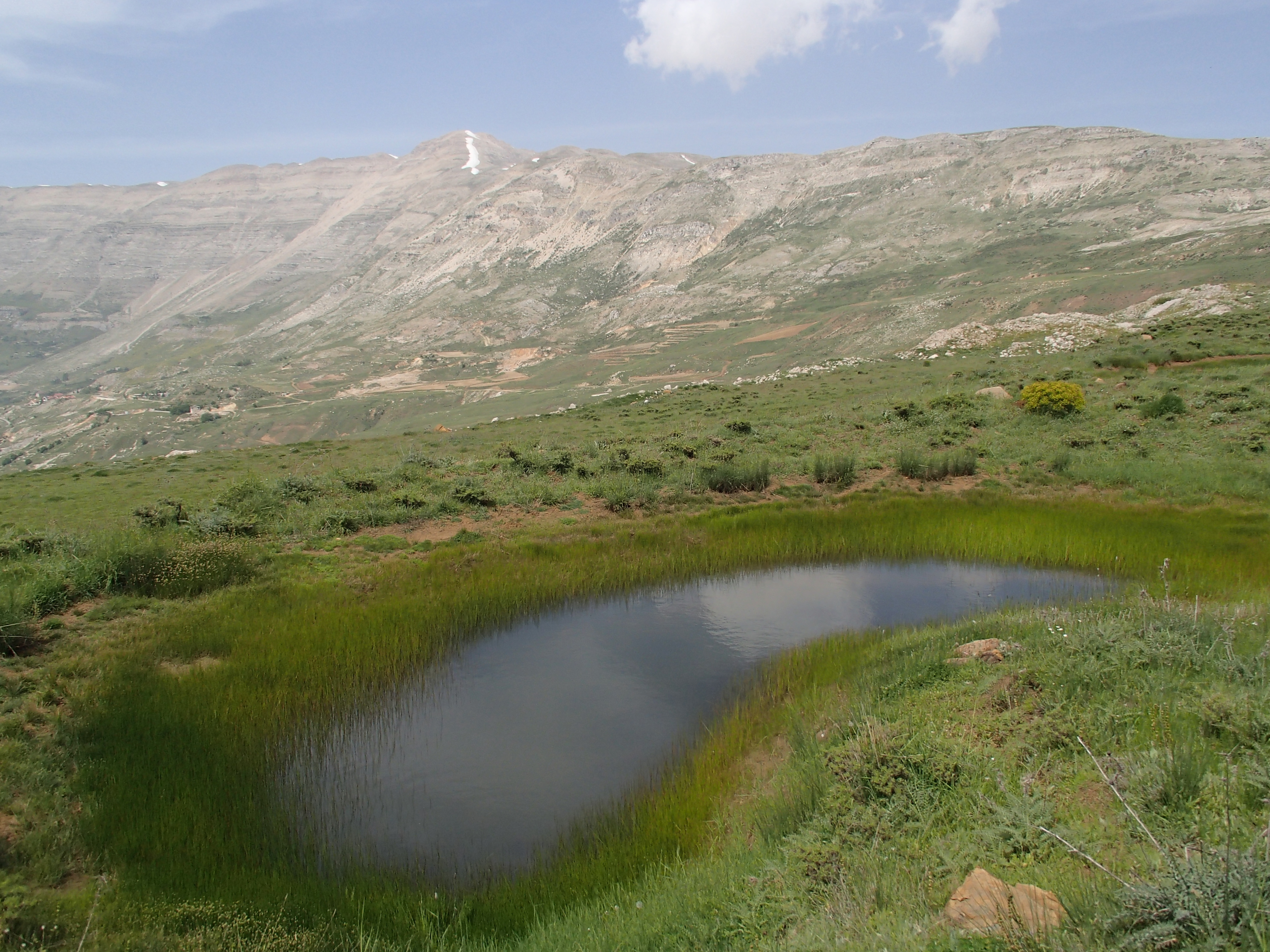
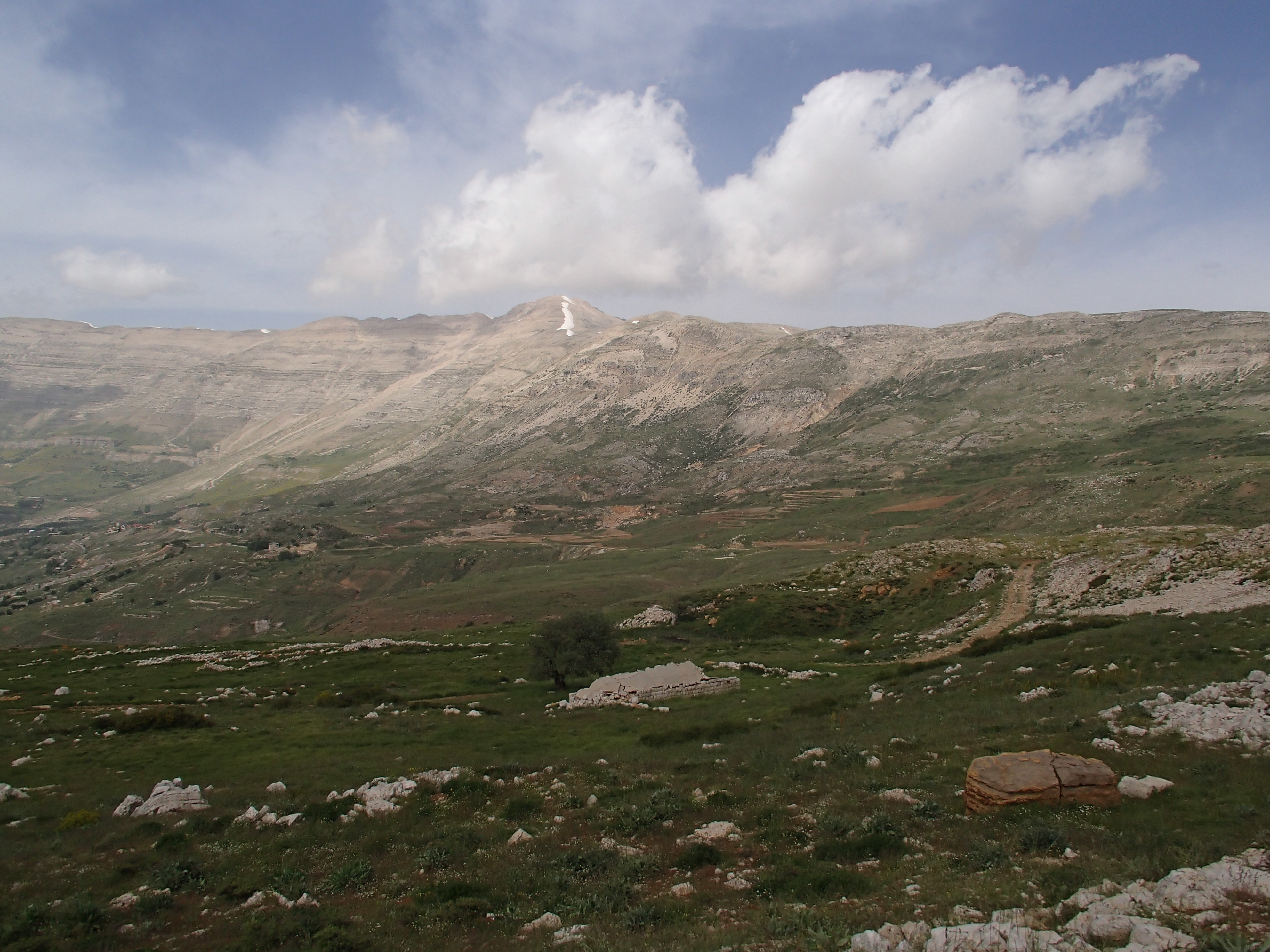
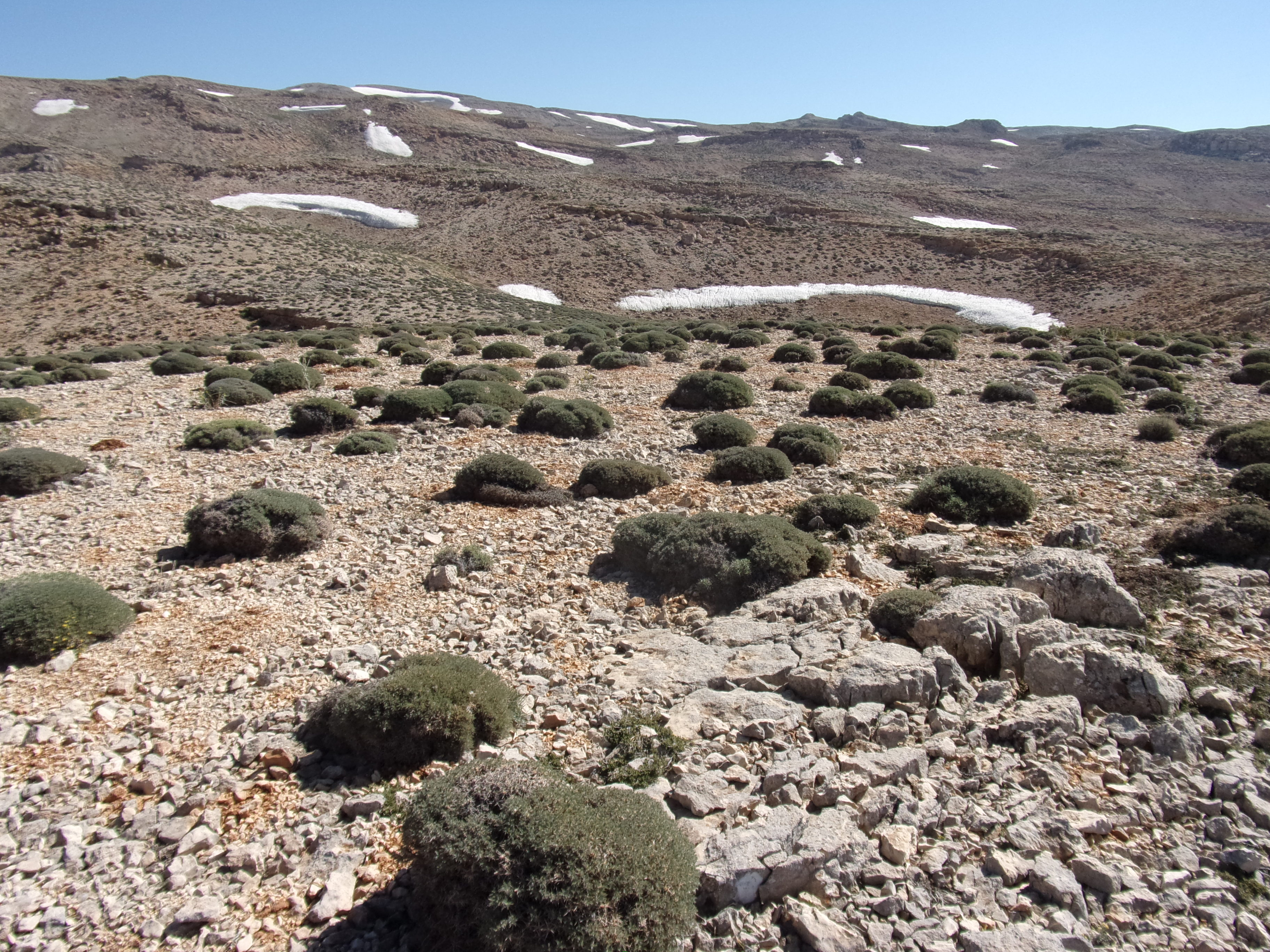
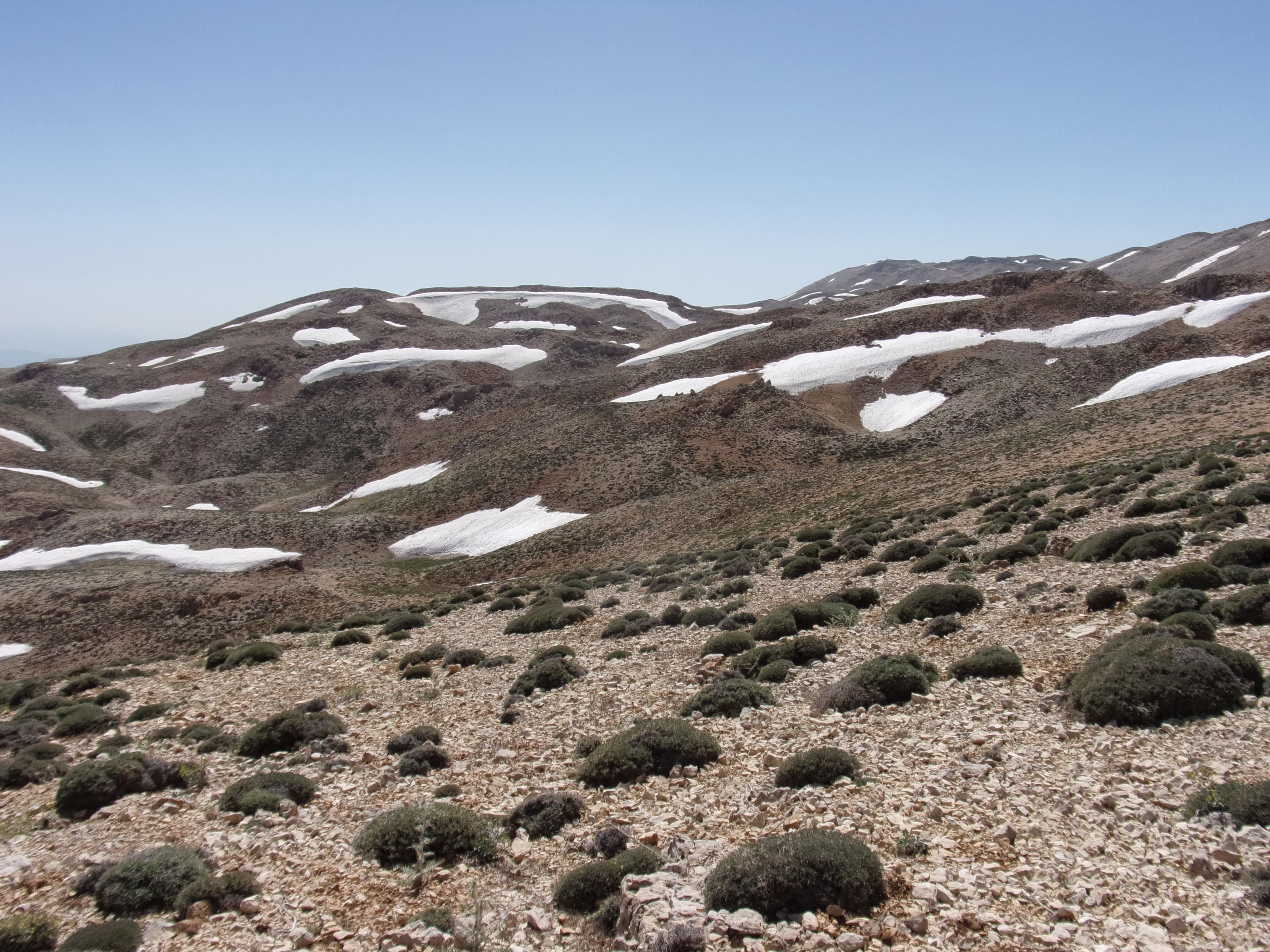
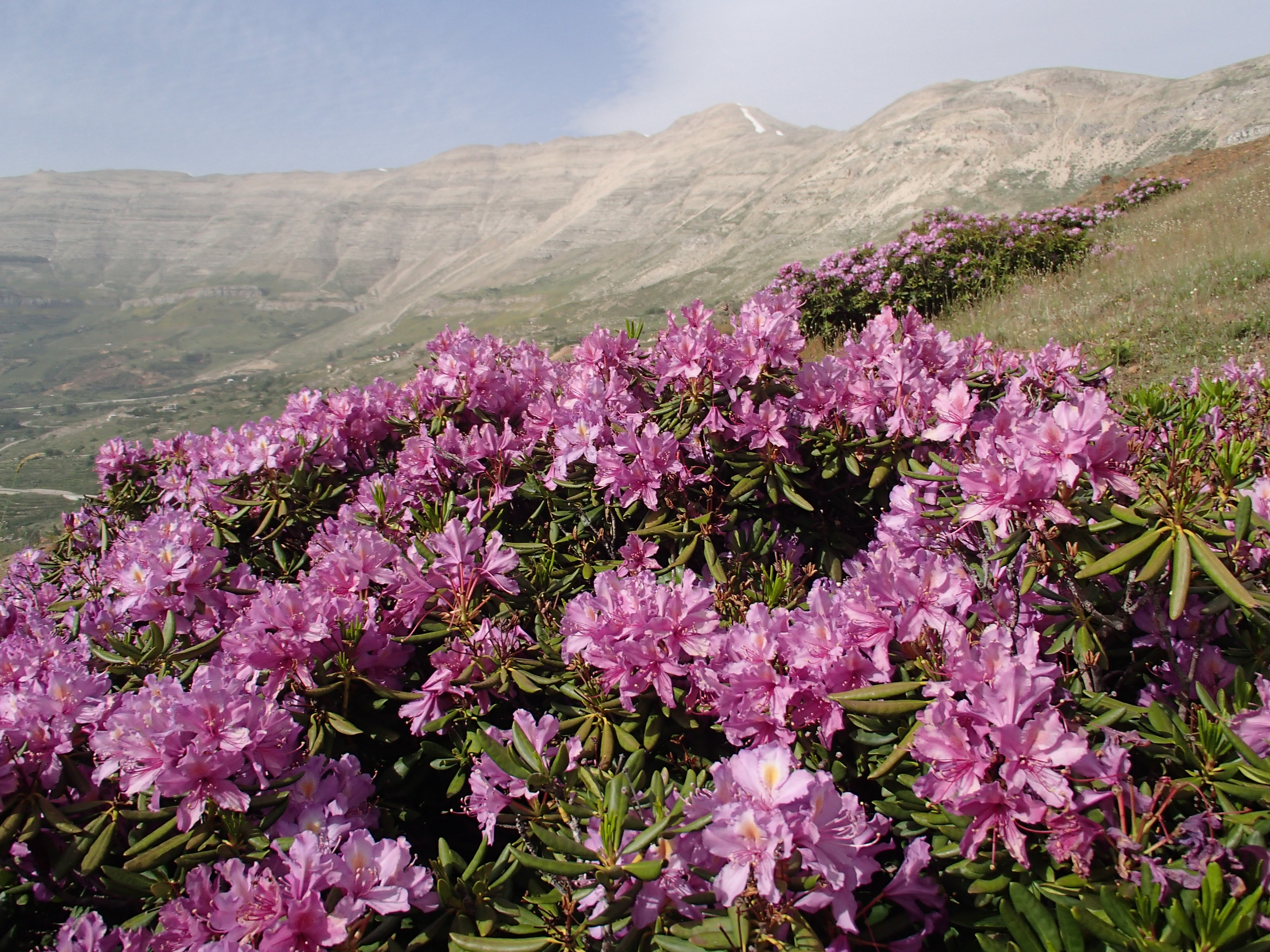

## طالع
- قائمة أعلى القمم الجبلية في لبنان
- سياحة جبلية
- سياحة جبلية في لبنان